# Паламарчук Ганна Олександрівна
Ганна Олександрівна Паламарчук (29 листопада 1915, село Браїлів, тепер смт. Жмеринського району Вінницької області — ?) — українська радянська діячка, новатор сільськогосподарського виробництва, трактористка Браїлівської МТС Жмеринського району Вінницької області. Депутат Верховної Ради УРСР 3—4-го скликань.

## Біографія
Народилася в селянській родині. Три роки працювала на різних роботах у Козачівському відділку радгоспу, а потім у колгоспі імені Сталіна Жмеринського району Вінницької області.
Під час німецько-радянської війни перебувала в евакуації в Казахській РСР, де закінчила курси механізаторів і працювала трактористкою машинно-тракторної станції «Авангард» Акмолинської області.
У 1944—1958 роках — трактористка Браїлівської машинно-тракторної станції (МТС) по колгоспу «Ленінський шлях» села Потоки Жмеринського району Вінницької області.
З 1958 року — трактористка колгоспу «Ленінський шлях» села Потоки Жмеринського району Вінницької області.
Потім — на пенсії у смт Браїлові Жмеринського району Вінницької області.

## Нагороди
- ордени
- медалі
- знак «Відмінник соціалістичного землеробства»